# Jerzy II Waldeck-Pyrmont
Jerzy II Henryk (ur. 20 września 1789 w Weil am Rhein, zm. 15 maja 1845 w Arolsen) – książę Waldeck-Pyrmont od 1813 do 1845. 

## Konstytucja
W roku 1814 (28 dni od przejęcia władzy po ojcu) książę zatwierdził konstytucję (opartą na Kodeksie Napoleona). Konstytucja nadawała unii Waldeck-Pyrmont kształt prawny. Oba okręgi były sobie równe.
Takie rozwiązanie spowodowało wśród mieszkańców Waldeck burzę protestów. Przewodniczący Nieruchomości Carl Friedrich von Dalwigk był rzecznikiem opozycji, która ostatecznie zwyciężyła, w efekcie czego książę Jerzy II dnia 3 lipca 1814 musiał potwierdzić ponownie podzielenie Waldeck-Pyrmont.

## Rodzina
Jerzy II był synem i następcą Jerzego I, księcia Waldeck-Pyrmont, i Augusty Schwarzburg-Sondershausen. 26 czerwca 1823 w Schaumburgu ożenił się z księżniczką Emmą Anhalt-Bernburg-Schaumburg-Hoym (1802-1858). Mieli pięcioro dzieci:
- Księżniczka Amelia Augusta Ida (1824-1893), żona księcia Alfreda Stolberg-Stolberg
- Książę Józef Fryderyk Henryk (1825-1829)
- Księżniczka Hermina (1827-1910), żona księcia Adolfa Jerzego Schaumburg-Lippe
- Książę Jerzy Wiktor Waldeck-Pyrmont (1832-1893), kolejny książę Waldeck
- Książę Wolrad Melander (1833-1867)

## Źródła zewnętrzne
- Biogram księcia
- Karl Theodor Menke: Pyrmont und seine Umgebung. Hameln, Pyrmont, 1840
- L. Curtze: Geschichte und Beschreibung des Fürstentums Waldeck. Arolsen, 1850